# Iver Skaarseth
Iver Skaarseth, né le 15 mars 1998, est un coureur cycliste norvégien.

## Biographie
Son grand frère Anders est également coureur cycliste.
En 2018, il se classe deuxième du championnat de Norvège espoirs derrière son coéquipier Torjus Sleen. Deux ans plus tard, il termine huitième du Tour international de Rhodes. 

## Palmarès et résultats

### Palmarès par année
- 2016
  - 3e du championnat de Norvège du contre-la-montre par équipes juniors
- 2017
  - 2e du championnat de Norvège du contre-la-montre par équipes
- 2018
  - 2e du championnat de Norvège sur route espoirs
- 2021
  - 2e du championnat de Norvège du contre-la-montre par équipes

### Classements mondiaux
| Année                                 | 2020  | 2021  |
| ------------------------------------- | ----- | ----- |
| Classement mondial                    | 1819e | 2957e |
| UCI Europe Tour                       | 1346e | 1902e |
|                                       |       |       |
| Légende : nc = non classéSource : UCI |       |       |